# Абдуллах Маду
Абдуллах Мохаммед Муса Маду (араб. عبد الله محمد موسى مادو‎; род. 15 июля 1993, Мекка) — саудовский футболист, защитник клуба «Ан-Наср», выступающий на правах аренды за «Аль-Иттифак», и сборной Саудовской Аравии.

## Игровая карьера
С 2012 года играет за клуб «Ан-Наср», в составе которого выиграл ряд национальных титулов, а также Клубный кубок арабских чемпионов 2023 года.
Осенью 2022 года вошёл в состав сборной Саудовской Аравии на чемпионат мира; на турнире сыграл в одном матче против сборной Мексики, который саудовцы проиграли со счётом 2:1.

## Достижения
«Ан-Наср»
- Чемпион Саудовской Аравии (3): 2013/14, 2014/15, 2018/19
- Обладатель Кубка наследного принца Саудовской Аравии (1): 2013/14
- Обладатель Суперкубка Саудовской Аравии: 2020
- Победитель Арабской лиги чемпионов: 2023